# Granja do Torto
Granja do Torto (oficialmente, Residência Oficial do Torto) es una residencia oficial mantenida por la presidencia de Brasil.
Es una propiedad con características de casa de veraneo, ubicada en las afueras del proyecto urbanístico Plan Piloto de Brasilia, en el barrio de Granja do Torto del Distrito Federal. Los mandatarios la han utilizado principalmente como retiro de fin de semana. Ubicado en un terreno de 36 hectáreas, el complejo incluye un lago y un arroyo artificial, piscina, campo de fútbol, pista multideportiva, helipuerto y una zona de bosque nativo.

## Historia
La residencia oficial del presidente (o presidenta) es el Palácio da Alvorada, inaugurado en 1958. Sin embargo, Granja do Torto ha servido de hogar a algunos expresidentes, como João Goulart, João Figueiredo y Luiz Inácio Lula da Silva. También fue utilizada por Dilma Rousseff y por Jair Bolsonaro desde sus respectivos triunfos electorales hasta la asunción presidencial.